# David Stone (magicien)
Pour les articles homonymes, voir David Stone et Stone.
David Stone est un prestidigitateur français, auteur d'ouvrages spécialisés dans la magie. Il exerce également comme comédien et producteur de vidéos pédagogiques dans le domaine de l'illusion. Il utilise également le pseudonyme de Klek Entos.

## Biographie
David Stone est un magicien spécialisé dans la magie rapprochée, la magie des pièces et la misdirection (procédé de détournement d'attention).
En 1995, il gagne le prix Diavol, de l'amicale Robert-Houdin ; c'est à la même époque qu'il fait la connaissance du magicien Stéphane Jardonnet qui lui propose de tourner une vidéo : Les Bases de la magie des pièces. En 1996, il gagne le grand prix de close-up au festival de la Colombe d'or à Antibes, et se lance dans une carrière professionnelle.
Il travaille sur plusieurs vidéos avec Jardonnet, qui sont doublées en anglais pour élargir son champ d'action. À partir de 2000, Stone est appelé à faire des conférences aux États-Unis.
Son premier livre, sortir en 2006, est intitulé Close-up : les vrais secrets de la magie. La même année, il présente une vidéo intitulée The Real Secrets of Magic, centrée sur le « table hopping » (la magie professionnelle en table à table), qui est une adaptation de son livre.
En août 2006, il remporte le 3ème Prix Mondial de Close-Up aux Championnats du monde de Magie (FISM) à Stockholm, (Micro-Magic - FISM Award 2006) .
David Stone fait la couverture du 15e numéro de Magicseen, puis en juin 2015, celle de Magic Magazine.
En 2018, il interprète le second rôle masculin dans le film de Philippe Harel, Un adultère. Il se produit dans le même temps à la salle parisienne « Double Fond ». Il participe également la même année à la 13e saison de l'émission La France a un incroyable talent, en parvenant jusqu'à la finale et se classe en 7ème position,,.
En 2020, il revient pour la 15e saison de la France a un incroyable talent en tant que Klek Entos et ne dévoile sa vraie identité que lors de la finale.

## Filmographie

### Longs-métrages
- 2018 : Un adultère de Philippe Harel : David Loussine

### Documentaires
- 2005 : Bonus DVD du film Les Maîtres du jeu de Damian Nieman avec Sylvester Stallone
- 2007 : Bonus DVD du film L'illusionniste de Neil Burger avec Edward Norton

## Vidéos pédagogiques de magie
- 1995 : Les bases de la magie des pièces - Stéphane Jardonnet Productions
- 1996 : Génération Imagik Vol. 2 - Joker Deluxe Productions
- 1997 : La magie des pièces Vol. 2 - Stéphane Jardonnet Productions/David Stone
- 1999 : David Stone’s fabulous close-up lecture - International magic
- 2001 : Quit smoking - Magic Boutique
- 2002 : Live in Boston - MagicZoom Entertainment
- 2003 : 
  - Best of the best Vol. 11 - International Magicians Society
  - Best of the best Vol. 12 - International Magicians Society
  - Best of the best Vol. 13 - International Magicians Society
- 2004 : Live at FFFF - MagicZoom Entertainment
- 2006 : The real secrets of magic - MagicZoom Entertainment/Close-up Magic
- 2007 : The real secrets of magic Vol. 2 - MagicZoom Entertainment/Close-up Magic
- 2008 : Cell - MagicZoom Entertainment/Bonne Nouvelle Productions
- 2009 : Window - MagicZoom Entertainment/Close-up Magic
- 2011 : Tool - MagicZoom Entertainment
- 2013 : 
  - Splash Bottle 2.0 - MagicDream
  - Stone X - Close-up Magic Entertainment
- 2015 : 
  - ZENith - MagicZoom Entertainment
  - Hologram - MagicZoom Entertainment
- 2016 : 
  - Mirage - MagicZoom Entertainment
  - The Happy Lecture - MagicZoom Entertainment

### Productions
- 2008 : coproducteur de Nestor Hato - MagicZoom Entertainment/Close-up Magic
- 2009 : coproducteur de Yannick Chretien - MagicZoom Entertainment/Close-up Magic

## Spectacles
- 2016 : Magie(s) Parallèle(s)[11] : Trio avec  Alexandra Duvivier et Dominique Duvivier - Le Double Fond.
- 2017 : Stone passe à table[12],[13] : One man Show - Le Double Fond
- 2018 : Magie(s) Parallèle(s) 2[14]: Trio avec  Alexandra Duvivier et Dominique Duvivier - Le Double Fond.

## Publications
- 2005 : Close-up : les vrais secrets de la magie - Pamadana Editions
- 2008 : Close-up : The Real Secrets of Magic - Pamadana Editions
- 2018 : Close-up : Prawdziwe Sekrety Iluzji - Wydawnictwo A Niech To !
- 2019 : Close-up : Los Verdaderos Secretos de la magia - Pamadana Editions